# 일살다생
일살다생(일본어: 一殺多生 잇사츠타쇼[*])은 한 명을 죽여서 여러 명을 살린다는 뜻의, 진종 오오타니파 불교 용어다.
원래 대승불교 경전 중 하나인 『유가사지론』의 한문번역본에 쓰인 사자성어였는데, 일본에서 우익 정치구호로 사용되었다. 전전 우익단체 혈맹단의 지도자 이노우에 닛쇼가 이념으로서 주창했다.
이노우에는 쇼와 유신의 신봉자로서 혈맹단 단원들에게 "일인일살(一人一殺)"을 설파, 정재계 인사의 암살을 사주했다. 인인일살이란 각 단원이 표적을 정해 한 명씩 암살한다는 것이었다. 표적만을 죽이고 부수적 인적 피해를 방지하기 위해 피스톨로 근접해 사살하는 방식을 취했다. 이노우에는 이것이 “일살다생의 대자대비(一殺多生の大慈大慈)”와 통하는 것이라고 주장했다.

## 참고 자료
- 警備研究会『わかりやすい極左・右翼・日本共産党用語集（三訂）』立花書房、2008年